# Zeltnera madrensis
Zeltnera madrensis är en gentianaväxtart som först beskrevs av William Botting Hemsley, och fick sitt nu gällande namn av G.Mans.. Zeltnera madrensis ingår i släktet Zeltnera och familjen gentianaväxter. Inga underarter finns listade i Catalogue of Life.